# FC Kansas City
O FC Kansas City é um clube de futebol feminino com sede em Kansas City, Kansas. A equipe compete na National Women's Soccer League (NWSL).

## História
O clube faz parte do projeto do Missouri Comets clube de futebol indoor, para o futebol feminino. Foi iniciado em novembro de 2012.